# Christian Mathys
Pour les articles homonymes, voir Mathys.
Christian Mathys, né le 13 mars 1987, est un coureur de fond suisse spécialisé en course en montagne et en skyrunning. Il a remporté la Skyrunner World Series 2021, la médaille d'argent du SkyMarathon aux championnats du monde de skyrunning 2020 ainsi que la médaille de bronze aux championnats du monde de trail 2019. Il est également quadruple champion suisse de course en montagne.

## Biographie
Christian comme la course à pied très tôt dans son enfance. Il se met ensuite à jouer au football puis au unihockey avant de revenir à l'athlétisme où il se spécialise en course de fond sur route et en montagne.
Christian décroche son premier titre de champion suisse de course en montagne en 2011, alors que ses principaux rivaux sont absents. Il remporte par la suite trois autres titres nationaux.
Sportif polyvalent, il s'illustre également sur piste avec deux médailles de bronze aux championnats suisses de 10 000 m ou encore sur route, avec quatre victoires à la Cityrun de Zurich.
Il termine à la 22e place au marathon de la Jungfrau 2012, comptant alors pour les championnats du monde de course en montagne longue distance et remporte la médaille d'or par équipe avec Patrick Wieser et Marc Lauenstein.
En tant que pilote de ligne chez SWISS, il prend également part à la World Airline Road Race. Il remporte la course de 5 kilomètres en 2015 à Dubaï.
Il termine deuxième au Matterhorn Ultraks 46K en 2016, derrière son compatriote Marc Lauenstein.
En 2019, il prend au trail du Petit Ballon où il termine deuxième afin de se préparer pour les championnats du monde de trail 2019 où il décroche sa première médaille d'une compétition internationale, en terminant troisième.
Se retrouvant en réduction d'horaire de travail en raison de la pandémie de Covid-19, Christian en profite pour se consacrer plus activement à la compétition en 2021. Il se révèle comme l'un des meilleurs spécialistes du skyrunning en dominant le début de la saison de la Skyrunner World Series. Le 19 juin, il mène la course de bout en bout pour s'imposer au Livigno SkyMarathon. Le 26 juin, il se livre à un duel serré face au Japonais Ruy Ueda sur la Kaiserkrone SkyRace puis fait parler ses talents de descendeur pour prendre l'avantage et décrocher sa deuxième victoire. Le 11 juillet, il s'élance parmi les favoris au SkyMarathon des championnats du monde de skyrunning à La Vall de Boí. Assumant son rôle, il lutte à nouveau en tête avec Ruy Ueda. Il parvient à prendre le meilleur sur ce dernier mais n'arrive pas à résister à l'excellente remontée de Manuel Merillas en fin de course et termine sur la deuxième marche du podium. Le 25 juillet, il continue sa domination en Skyrunner World Series lors de la SkyRace Comapedrosa. Aux avant-postes en début de course, il largue ses adversaires après 14,5 kilomètres de course et s'empare de la victoire en solitaire. Le 20 août, il voit William Boffelli et Martin Anthamatten se disputer la tête de course au Matterhorn Ultraks Extreme. Christian assure sa position sur la troisième marche du podium. Absent en fin de saison, il ne voit aucun adversaire le rattraper au classement général et remporte la saison 2021 de la Skyrunner World Series grâce à ses trois victoires et à sa troisième place.

## Palmarès

### Course en montagne
| no  | masculin           | Course                                                      | Longueur | Départ            | Temps           |
| --- | ------------------ | ----------------------------------------------------------- | -------- | ----------------- | --------------- |
| 1re | Médaille d'or      | Championnats suisses de course en montagne                  | 13,0 km  | 14 août 2011      | 53 min 18 s     |
| 2e  | Médaille d'argent  | Glacier 3000 Run                                            | 26 km    | 4 août 2012       | 2 h 24 min 58 s |
| 2e  | Médaille d'or      | Championnats suisses de course en montagne                  | 11,5 km  | 1er août 2014     | 51 min 21 s     |
| 8e  | 8e                 | Championnats d'Europe de course en montagne                 | 12,7 km  | 2 juillet 2016    | 55 min 12 s     |
| 1re | Médaille d'or      | Championnats suisses de course en montagne                  | 13,9 km  | 14 août 2016      | 57 min 14 s     |
| 2e  | Médaille d'argent  | Championnats suisses de course en montagne                  | 9,2 km   | 20 mai 2017       | 39 min 11 s     |
| 10e | 10e                | Championnats du monde de course en montagne longue distance | 32 km    | 6 août 2017       | 3 h 34 min 34 s |
| 1re | Médaille d'or      | Championnats suisses de course en montagne                  | 13,1 km  | 2 juin 2018       | 55 min 34 s     |
| 6e  | 6e                 | Championnats d'Europe de course en montagne                 | 11,0 km  | 1er juillet 2018  | 48 min 34 s     |
| 1re | Médaille d'or      | Glacier 3000 Run                                            | 26 km    | 10 août 2019      | 2 h 19 min 37 s |
| 6e  | 6e                 | Sierre-Zinal                                                | 31 km    | 18 septembre 2020 | 2 h 39 min 2 s  |
| 3e  | Médaille de bronze | Semi-marathon d'Aletsch                                     | 21,1 km  | 29 juin 2025      | 1 h 39 min 30 s |
| 1re | Médaille d'or      | Glacier 3000 Run                                            | 26,2 km  | 9 août 2025       | 2 h 26 min 1 s  |

### Trail
| no | masculin           | Course                         | Longueur | Départ       | Temps           |
| -- | ------------------ | ------------------------------ | -------- | ------------ | --------------- |
| 2e | Médaille d'argent  | Trail du Petit Ballon          | 54 km    | 17 mars 2019 | 4 h 27 min 23 s |
| 3e | Médaille de bronze | Championnats du monde de trail | 44 km    | 8 juin 2019  | 3 h 40 min 34 s |

### Skyrunning
| no  | masculin           | Course                                            | Longueur | Départ            | Temps           |
| --- | ------------------ | ------------------------------------------------- | -------- | ----------------- | --------------- |
| 2e  | Médaille d'argent  | Matterhorn Ultraks 46K                            | 46 km    | 20 août 2016      | 4 h 55 min 47 s |
| 1re | Médaille d'or      | Engadin Ultraks Media                             | 30,1 km  | 1er juillet 2017  | 2 h 39 min 35 s |
| 1re | Médaille d'or      | Engadin Ultraks Vertical                          | 4,56 km  | 6 juillet 2018    | 37 min 53 s     |
| 1re | Médaille d'or      | Engadin Ultraks Pitschen                          | 16,3 km  | 7 juillet 2018    | 1 h 29 min 44 s |
| 1re | Médaille d'or      | Engadin Ultraks Grand                             | 46,4 km  | 6 juillet 2019    | 4 h 19 min 53 s |
| 2e  | Médaille d'argent  | Matterhorn Ultraks Extreme                        | 25 km    | 23 août 2019      | 3 h 30 min 35 s |
| 3e  | Médaille de bronze | SkyMasters                                        | 27 km    | 19 octobre 2019   | 3 h 8 min 12 s  |
| 1re | Médaille d'or      | Mayrhofen Ultraks Middle                          | 30,3 km  | 12 septembre 2020 | 2 h 35 min 6 s  |
| 1re | Médaille d'or      | Livigno SkyMarathon                               | 34 km    | 19 juin 2021      | 3 h 50 min 25 s |
| 1re | Médaille d'or      | Kaiserkrone SkyRace                               | 24,7 km  | 26 juin 2021      | 3 h 18 min 50 s |
| 2e  | Médaille d'argent  | Championnats du monde de skyrunning - SkyMarathon | 42 km    | 11 juillet 2021   | 4 h 6 min 46 s  |
| 5e  | 5e                 | DoloMyths Run                                     | 21 km    | 18 juillet 2021   | 1 h 53 min 18 s |
| 1re | Médaille d'or      | SkyRace Comapedrosa                               | 24 km    | 25 juillet 2021   | 2 h 52 min 40 s |
| 3e  | Médaille de bronze | Matterhorn Ultraks Extreme                        | 25 km    | 20 août 2021      | 3 h 27 min 8 s  |
| 1re | Médaille d'or      | Hochkönig SkyRace                                 | 31,6 km  | 4 juin 2022       | 3 h 31 min 9 s  |
| 1re | Médaille d'or      | Pirin Extreme                                     | 38 km    | 24 septembre 2022 | 4 h 49 min 28 s |
| 1re | Médaille d'or      | Bernina Glacier Marathon                          | 42,2 km  | 5 juillet 2025    | 4 h 39 min 4 s  |

## Records
| Épreuve       | Performance    | Date              | Lieu       |
| ------------- | -------------- | ----------------- | ---------- |
| 3 000 mètres  | 8 min 50 s 99  | 4 août 2010       | Langenthal |
| 5 000 mètres  | 14 min 42 s 10 | 16 juin 2020      | Wetzikon   |
| 10 000 mètres | 30 min 17 s 33 | 26 juin 2020      | Uster      |
| 10 kilomètres | 30 min 47 s    | 3 avril 2021      | Sierre     |
| 10 miles      | 51 min 7 s     | 19 mai 2018       | Berne      |
| Semi-marathon | 1 h 7 min 27 s | 4 mars 2012       | Paris      |
| Marathon      | 2 h 21 min 8 s | 29 septembre 2013 | Berlin     |